# Bosques montanos de Talamanca
Los bosques montanos de Talamanca forman una ecorregión de bosque de montaña que pertenece al bioma de los bosques húmedos latifoliados tropicales y subtropicales, según la definición del Fondo Mundial para la Naturaleza. Se encuentra en Costa Rica y Panamá, e incluye la cordillera de Guanacaste, cordillera de Tilarán, cordillera Central, y la cordillera de Talamanca. La ecorregión cubre una área de 16 300 km² y comprende bosques a una altitud de 750/1500 m s. n. m. hasta 3000 m s. n. m. y se compone de una variedad de especies perennes, tales como Ocotea, Persea, Nectandra, y Phoebe de la familia Lauraceae, así como dos especies de encino endémicas, Quercus costaricensis y Quercus copeyensis.
Casi 75% de la cobertura forestal original permanece intacta, y el 40% de la ecorregión se encuentra dentro de áreas protegidas. Sin embargo, las áreas que no cuentan con un régimen de protección están afectados por una creciente deforestación, causada por el desarrollo de la agricultura, la conversión de bosques en pastizales para la ganadería, y la extracción de madera.